# Märkische Allgemeine
Die Märkische Allgemeine (kurz: MAZ) wird als unabhängige Tageszeitung von der Märkischen Verlags- und Druck-Gesellschaft mbH (MVD) mit Sitz in Potsdam herausgegeben. Das Vertriebsgebiet entspricht der Westhälfte des Landes Brandenburg.
Die Märkische Allgemeine erscheint Montag bis Sonnabend mit 13 Regionalausgaben, von denen die Potsdamer Tageszeitung mit 14.459 Exemplaren die größte verkaufte Teilauflage hat.  Die verkaufte Auflage aller 13 Lokalausgaben beträgt 54.424 Exemplare, ein Minus von 74,2 Prozent seit 1998. Das Blatt wird täglich von 399.000 Menschen gelesen (MA 2010) und ist damit die reichweitenstärkste Abonnementzeitung im Land Brandenburg.
Die MVD befindet sich seit dem 1. Januar 2012 im Besitz der Madsack Mediengruppe (Hannover). Die SPD ist über Beteiligungen größte Kommanditistin der Madsack Mediengruppe.
Die MVD bzw. die MAZ wechselten im Frühjahr 2012 sowohl Geschäftsführer als auch Chefredakteur aus. Von 2012 bis zum 30. Juni 2017 war Thoralf Cleven MAZ-Chefredakteur. Seit 1. Juli 2017 war Hannah Suppa Chefredakteurin, davor war sie stellvertretende Chefredakteurin der Hannoverschen Allgemeinen Zeitung (HAZ). Im Januar 2019 übernahm sie die Geschäftsführung des RedaktionsNetzwerk Deutschland (RND). Suppa wurde zudem zur „Chefredakteurin Digitale Transformation und Innovation im Regionalen“ berufen. Henry Lohmar wurde nachfolgender Chefredakteur der MAZ.

## Auflage
Die Märkische Allgemeine gehört zu den deutschen Tageszeitungen mit den größten Auflagenverlusten der vergangenen Jahre. Die verkaufte Auflage ist in den vergangenen 10 Jahren um durchschnittlich 7,7 % pro Jahr gesunken. Im vergangenen Jahr hat sie um 22,2 % abgenommen. Sie beträgt gegenwärtig 54.424 Exemplare. Der Anteil der Abonnements an der verkauften Auflage liegt bei 86,4 Prozent.
| 1998   | 1999   | 2000   | 2001   | 2002   | 2003   | 2004   | 2005   | 2006   | 2007   | 2008   | 2009   | 2010   | 2011   | 2012   | 2013   | 2014   | 2015   | 2016   | 2017   | 2018  | 2019  | 2020  | 2021  | 2022  | 2023  | 2024  |
| ------ | ------ | ------ | ------ | ------ | ------ | ------ | ------ | ------ | ------ | ------ | ------ | ------ | ------ | ------ | ------ | ------ | ------ | ------ | ------ | ----- | ----- | ----- | ----- | ----- | ----- | ----- |
| 210838 | 205729 | 200474 | 195991 | 189723 | 183478 | 176331 | 170421 | 161836 | 155634 | 149880 | 145726 | 141475 | 136372 | 132313 | 128036 | 121743 | 115341 | 110016 | 104397 | 99306 | 95658 | 92429 | 89614 | 81107 | 69982 | 54424 |

## Chronik
- 1890: Gründung der Märkischen Volksstimme als SPD-Zeitung in Frankfurt/Oder.
- 1933: Verbot durch das NS-Regime.
- 18.04.1946: Aus der Fusion der Parteizeitungen Volkswille (KPD) und Der Märker (SPD) entsteht in Potsdam die Märkische Volksstimme (MV) als Organ der SED, der Produktionssitz ist das Gelände des ehemaligen Arado-Werks.
- 1952–89: Die Märkische Volksstimme erscheint als Organ der SED-Bezirksleitung für den Bezirk Potsdam.
- 1989/90: mit der Wende in der DDR wird die MV nach und nach unabhängig von der SED. Sie wird durch die Treuhand zum Verkauf ausgeschrieben.
- August 1990: Gründung der Märkischen Verlags- und Druck-Gesellschaft mbH Potsdam aus den Volkseigenen Betrieben (VEB) Verlag Märkische Volksstimme und Bezirksdruckerei Märkische Volksstimme.
- 03.10.1990: Umbenennung der Märkischen Volksstimme in Märkische Allgemeine.
- April 1991: Entscheidung der Treuhand zum Verkauf der MVD GmbH an die Frankfurter Allgemeine Zeitung GmbH.
- 24.05.1994: Einweihung des neuen Druckzentrums
- 27.09.2000: Einweihung eines Erweiterungsbaus der Druckerei und einer neuen Rotationsdruckanlage.
- Oktober 2001: Start der Internetaktivitäten
- 11.11.2011: Verkauf an die MADSACK Mediengruppe, Hannover zum 1. Januar 2012.
- 27.06.2014: Start und Einweihung der neuen MAZ-Druckmaschine. Es wurden mehr als 10 Millionen Euro investiert.
- 15.10.2014: Der private Postdienstleister MAZ/MAIL, ein Tochterunternehmen der MVD, beteiligt sich an insgesamt sieben Postdienstleistern in Brandenburg.
- 04.07.2016: Eine Teilauflage der Wirtschaftszeitung „Handelsblatt“ wird   in der Druckerei der MVD gedruckt.
- 01.06.2018: Die MAZ wird vom RND Digital Hub in Hannover betreut.
- 03.05.2022: Start von OnePlatform – der Publishing-Plattform der MADSACK-Mediengruppe – bei der MAZ

## Regionalausgaben und Erscheinungsgebiet

### Übersicht
| Gebiet                   | Ausgabe                                  | Verkaufte Auflage |
| ------------------------ | ---------------------------------------- | ----------------- |
| Brandenburg an der Havel | Brandenburger Kurier                     |                   |
| Königs Wusterhausen      | Dahme Kurier                             | 5487              |
| Nauen                    | Der Havelländer                          | 5651              |
| Wittstock/Dosse          | Dosse Kurier                             |                   |
| Bad Belzig               | Fläming Echo                             |                   |
| Kyritz                   | Kyritzer Tageblatt                       |                   |
| Luckenwalde/Jüterbog     | Luckenwalder Rundschau + Jüterboger Echo | 4433              |
| Oberhavel                | Märkische Allgemeine Oberhavel           | 5596              |
| Potsdam                  | Potsdamer Tageszeitung                   | 14.459            |
| Pritzwalk/Perleberg      | Prignitz Kurier                          |                   |
| Neuruppin                | Ruppiner Tageblatt                       |                   |
| Rathenow                 | Westhavelländer                          | 2531              |
| Zossen                   | Zossener Rundschau                       | 4956              |
|                          | Märkische Allgemeine Gesamt              | 54.424            |

### Märkische Allgemeine Oberhavel
Die Regionalausgabe Märkische Allgemeine Oberhavel entstand 2014 durch Zusammenfassung der bis dahin getrennt publizierten Regionalausgaben Neue Oranienburger Zeitung und Neues Granseer Tageblatt. 2000 waren die beiden Ausgaben Luckenwalder Rundschau und  Jüterboger Echo zu einer gemeinsamen Ausgabe zusammengefasst worden.

### Potsdamer Tageszeitung
Die verkaufte Auflage ist seit 1998 um 67,3 Prozent gesunken. Sie beträgt gegenwärtig 14.459 Exemplare. Das entspricht einem Rückgang von 29.800 Stück. Der Anteil der Abonnements an der verkauften Auflage liegt bei 90,2 Prozent.
| 1998  | 1999  | 2000  | 2001  | 2002  | 2003  | 2004  | 2005  | 2006  | 2007  | 2008  | 2009  | 2010  | 2011  | 2012  | 2013  | 2014  | 2015  | 2016  | 2017  | 2018  | 2019  | 2020  | 2021  | 2022  | 2023  | 2024  |
| ----- | ----- | ----- | ----- | ----- | ----- | ----- | ----- | ----- | ----- | ----- | ----- | ----- | ----- | ----- | ----- | ----- | ----- | ----- | ----- | ----- | ----- | ----- | ----- | ----- | ----- | ----- |
| 44259 | 42294 | 40826 | 40018 | 38557 | 37399 | 35847 | 34828 | 32960 | 31827 | 30408 | 29343 | 28783 | 27587 | 27080 | 26224 | 24806 | 24365 | 23764 | 22596 | 21615 | 20923 | 20347 | 19535 | 17669 | 16231 | 14459 |